# Clusiodes megastylotis
Clusiodes megastylotis är en tvåvingeart som beskrevs av Mitsuhiro Sasakawa 1987. Clusiodes megastylotis ingår i släktet Clusiodes och familjen träflugor. Inga underarter finns listade i Catalogue of Life.